# Estadio Akron
Az Estadio Akron (2010 és 2016 között: Estadio Omnilife, 2017-ben Estadio Chivas, a 2026-os világbajnokságon: Estadio de Jalisco[forrás?]) a mexikói guadalajarai agglomerációhoz tartozó Zapopan város egyik, rendkívül modern labdarúgó-stadionja, jelenleg a Guadalajara csapatának otthona.

## Története
Mexikó legnépszerűbb csapata, a guadalajarai Chivas sokáig a város egy régebbi stadionjában, az Estadio Jaliscóban játszotta hazai mérkőzéseit. Ugyanez volt a nagy rivális, a Club Atlas otthona is, ezért nagy szükség mutatkozott egy új, saját stadion felépítésére.
A mintegy 2 milliárd pesóból megvalósuló építkezés 2007. május 9-én kezdődött Jean Marie Massaud és Daniel Pouzet tervei alapján, az avatásra 2010. július 30-án került sor. A nyitómeccsen a hazaiak a Manchester Unitedet fogadták és győzték le 3–2 arányban. Az első gólt a vendégek mexikói játékosa, Javier Hernández Balcázar, azaz Chicharito szerezte.
Később rendeztek itt válogatott-mérkőzést is, az elsőt 2010. szeptember 4-én, amikor is Mexikó 2–1-re kikapott Ecuadortól. A 2011-es U17-es labdarúgó-világbajnokság több mérkőzése is ebben a stadionban zajlott.

## Az épület
A közel 50 000 fő befogadóképességű, igen modern épület környezettudatos szemlélettel épült: a vulkánt formázó épület teljesen beleolvad zöld környezetébe. Vízszükségletének kielégítésében esővizet és saját berendezéssel tisztított szennyvizet is felhasználnak, szellőzéséhez pedig nincs szükség légkondicionálók működtetésére. Világítása is energiatakarékos.
Nagy sportesemények alkalmával akár 4000 fő is szükséges lehet a komplexum működtetéséhez. Mellette 6168 jármű számára felszíni, míg 780 jármű számára föld alatti parkolót építettek ki. Egyetlen, 80 méter széles bejárata van, de rendelkezik 8 vészkijárattal is, amiken keresztül akár 8 perc alatt is kiüríthető a stadion. 11,5 m × 6,7 m-es, HD-s kivetítői egész Latin-Amerikában egyedülállónak számítanak, de elhelyeztek ezeken kívül stadionszerte még 800 kisebb televíziós képernyőt is.
A sajtó számára egy 106 férőhelyes szobát alakítottak ki. A rendkívül modern helyiség a lelátó középső–felső részén helyezkedik el, ahonnan a legjobb a rálátás a pályára. Ugyancsak itt található a Club Chivas részlege, ahol párnázott páholyokból, nagyon jó szögből lehet figyelni a lent zajló eseményeket.
Az öltözőkhöz Mexikóban egyedülálló módon külön edzőpályák tartoznak, ahol ugyanolyan „hetedik generációs” műfű található, mint a nagy pályán.
„Megszállott” Chivas-szurkolók nem kizárólag „hagyományos módon” látogatják meg a stadiont: tartottak itt már esküvőt is, de előfordult az is, hogy egy család az egyik halott hozzátartozójuk hamvait hozta el a stadionba, hogy jelen lehessenek egy Toluca elleni összecsapáson.